# Joan Beauchamp
Joan Beauchamp (1890-1964) est une militante pacifiste, suffragette et cofondatrice du Parti Communiste de Grande-Bretagne.

## Biographie

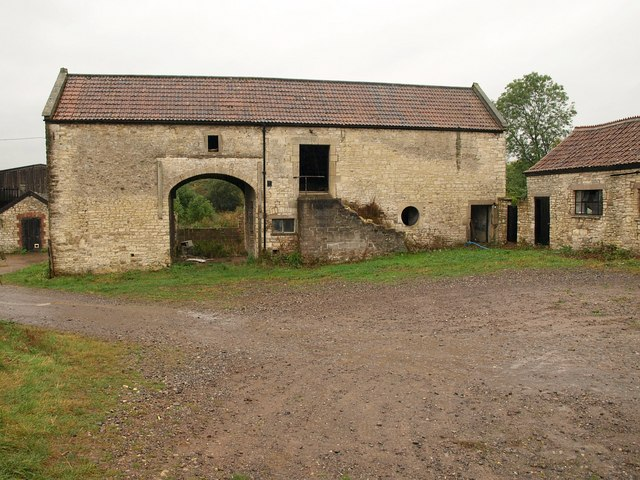
Welton Manor Farm.

Née en 1890 à Welton, Midsomer Norton dans le comté de Somerset, Joan est issue d'une famille de fermiers apparentée aux Beauchamp qui dominent le bassin houiller de Somerset (somerset coalfield (en). En effet, son père est le cousin de Sir Frank Beauchamp (en) et de Louis Beauchamp, propriétaires des mines de charbon de la région. 
La mère de Joan meurt en 1904 alors que la fillette n'a que quatorze ans.
Joan est la sœur de Kay Beauchamp, membre-fondateur du Parti communiste de Grande-Bretagne.
Durant la Première Guerre mondiale, Joan Beauchamp rejoint la No-Conscription Fellowship (NCF), une organisation pacifiste établie pour aider et conseiller les quelque 16 000 pacifistes et socialistes qui refusent de prendre les armes et de se joindre au combat. En 1920, elle écope d'une peine de dix jours de prison pour ses activités pacifistes.
Elle figure parmi les fondateurs et membres à vie du Parti communiste de Grande-Bretagne et s'associe à la suffragette Sylvia Pankhurst pour devenir une des plus grandes militantes du mouvement féministe .
Joan Beauchamp est l'une des premières femmes à être diplômée de l'Université de Londres. Elle épouse Harry Thompson, un avocat et collègue de la NCF. De leur union naissent deux garçons, Robin (né en 1924) et Brian qui deviennent, tous deux de fameux avocats défenseurs de syndicats.
À Londres, Joan travaille en tant que journaliste. Lors de la Seconde Guerre mondiale, elle est blessée grièvement à la suite de l'explosion d'une bombe aérienne. Elle soutient le cabinet juridique de son mari qui s'occupait uniquement des organisations syndicales et de leurs membres.
Harry Thompson meurt en 1947 et Joan le suit en 1964 .

## Ouvrages
- Poems of revolt : a twentieth century anthology chosen by Joan Beauchamp (1924)
- Agriculture in Soviet Russia (1931)
- Women who Work (1937)
- Soviet Russia, A syllabus for study courses (1943)
- Scientific socialism